# エレン・フルマン
エレン・フルマン（Ellen Fullman, 1957年 - ）はアメリカ合衆国の作曲家。主に、「Long string instrument」（en:Long string instrument）という自作の楽器のために書いた音楽で知られる。

## 経歴
フルマンはテネシー州メンフィスの生まれ。カンザスシティ美術研究所（en:Kansas City Art Institute）で彫刻を学ぶ。ディープ・リスニング・バンド（en:Deep Listening Band）やポール・パンハウゼン（en:Paul Panhuysen）と共演したことがある。

## Long string instrument
純正律で調律されたLong string instrument（LSI。長弦楽器）は、長さが5m ～ 10m ほどある長い弦を張った弦楽器で、演奏者はそれに沿って歩きながら、ロジンを塗った手で弦をこすって演奏する。これによって縦振動が生まれ、フルマンの音楽は振動の波節（静止点）を探る。フルマンの初期作品は振付で表記されていた。

## CD
- Body Music（1993年）
- Change Of Direction（1999年）
- Staggered Stasis（2004年）
- Fluctuations（2008年） - Monique Buzzarteとの共作。